# Списък на политическите партии в Република Конго
Партийната система в Република Конго е с една доминираща партия, управляващата през почти цялата самостоятелна история на страната Конгоанска партия на труда, и няколко значително по-малки партии.
| Партия                                                  | Места в парламента (2012) | Идеология               |
| ------------------------------------------------------- | ------------------------- | ----------------------- |
| Конгоанска партия на труда                              | 89                        | Демократичен социализъм |
| Конгоанско движение за демокрация и интегрално развитие | 7                         |                         |
| Панафрикански съюз за социална демокрация               | 7                         |                         |
| Сбор за демокрация и социален прогрес                   | 5                         |                         |
| Движение „Действие за обновление“                       | 4                         |                         |
| Граждански сбор                                         | 3                         |                         |
| Движение за единство, солидарност и труд                | 2                         |                         |
| Патриотичен съюз за демокрация и прогрес                | 2                         |                         |
| Клуб „Перспективи и реалности“                          | 1                         |                         |
| Съюз на демократичните сили                             | 1                         |                         |
| Съюз за републиката                                     | 1                         |                         |
| Клуб „2002“ - Партия за единство на републиката         | 1                         |                         |
| Републиканска и либерална партия                        | 1                         |                         |
| независими                                              | 12                        |                         |
| незаети места                                           | 3                         |                         |